# Tučnjak
Tučnjak (lat. Glinus), biljni rod pretežno jednogodišnjeg raslinja iz porodice 	Molluginaceae. rasprostranjen pretežno po Africi, ali neke vraste i u Europi, Australiji, Americi i Aziji
Na popisu je 10 vrsta, u Hrvatskoj je to G. lotoides, u narodnom nazivu glin.

## Vrste
1. Glinus bainesii (Oliv.) Pax, Zimbabve; Mozambik; Bocvana; Južna Afrika
2. Glinus hirtus (Thunb.) Sennikov & Sukhor., Afrika
3. Glinus lotoides L.; Europa, Afrika, Azija, Australija
4. Glinus oppositifolius (L.) Aug.DC.; Afrika, Azija, Australija
5. Glinus orygioides F.Muell.; Australija
6. Glinus radiatus (Ruiz & Pav.) Rohrb.; Sjeverna i Južna Amerika
7. Glinus runkewitzii Täckh. & Boulos; Egipat
8. Glinus sessiliflorus P.S.Short, Sjeverni teritorij (Australija)
9. Glinus setiflorus Forssk.; Afrika, Jemen
10. Glinus zambesiacus Sukhor, Afrika

## Vanjske poveznice
|  | Zajednički poslužitelj ima još gradiva o temi Glinus |
|  | Wikivrste imaju podatke o taksonu Glinus             |